# Несбитт, Мириам
Мириам Несбитт (англ. Miriam Nesbitt; 14 сентября 1873—11 августа 1954) — американская актриса театра и кино.

## Биография
Родилась под именем Мириам Шанке (или Сканке). Обучалась в Stanhope-Wheatcroft Dramatic School. Участвовала в пьесе Даниэля Фломана «Древо познаний». Тогда же и взяла себе псевдоним «Мириам Несбитт». В начале 20-века регулярно выступала на Бродвее. Также снялась в более ста двадцати немых фильмах, начиная с картины 1908 года «Сохранённая любовь». Среди них можно выделить такие фильмы как, «Аида» (1911), основанный по мотивам одноимённой оперы Джузеппе Верди, «Декларация независимости» (1911), в котором она сыграла роль Миссис Джон Адамс, «Три мушкетёра. Часть 1 и 2» (1911), где она сыграла королеву, сериал 1913 года «Кто женится на Мэри?» и сериал 1914 года «Человек, который исчез». С ней часто выступал и снимался в фильмах Марк Макдермотт. В 1904 году исполнила роль Тигровой Лилии в постановке Джеймса Мэтью Барри «Питер Пэн или мальчик, который не вырастет». 20 апреля 1916 года вышла замуж за своего коллегу по Edison Studios Марка Макдермотта. В 1917 году покинула киноиндустрию; последний фильм с её участием стал «Строитель замков», где она исполнила главную роль вместе со своим мужем.